# Cerkiew Świętego Ducha w Niestierowie
Cerkiew pod wezwaniem Świętego Ducha – prawosławna cerkiew parafialna w Niestierowie, w dekanacie wschodnim eparchii czerniachowskiej Rosyjskiego Kościoła Prawosławnego.

## Położenie
Cerkiew znajduje się przy ulicy Czerniachowskiego.

## Historia
Dawna kaplica katolicka, zbudowana w latach 1927–1928. W czasie II wojny światowej nie uległa uszkodzeniom. Po wojnie zdesakralizowana; w budynku mieściło się kino, a później dom pionierów.
W 1993 r. obiekt przekazano prawosławnym, z przeznaczeniem na cerkiew. Konsekracji świątyni – pod wezwaniem Świętego Ducha – dokonał 22 czerwca 1996 r. metropolita smoleński i kaliningradzki Cyryl.
Decyzją władz obwodu królewieckiego z 23 marca 2007 r. cerkiew zyskała status zabytku kulturowego o znaczeniu regionalnym.

## Architektura

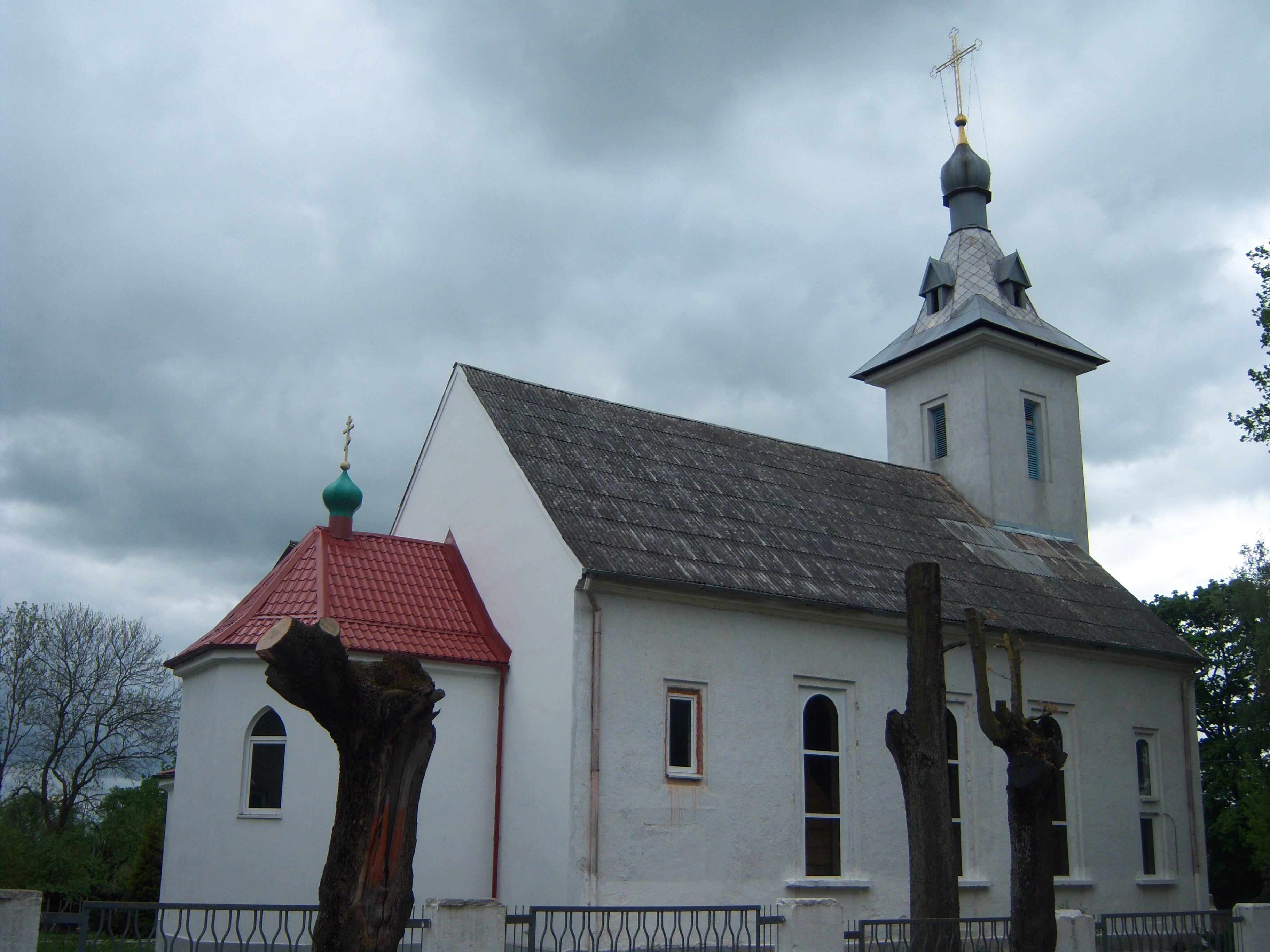
Widok ogólny

Budowla murowana, jednonawowa, z niewysoką wieżą od frontu.